# Hrabstwo Mineral (Wirginia Zachodnia)
Hrabstwo Mineral (ang. Mineral County) – hrabstwo w stanie Wirginia Zachodnia w Stanach Zjednoczonych. Obszar całkowity hrabstwa obejmuje powierzchnię 329,13 mil² (852,44 km²). Według szacunków United States Census Bureau w roku 2010 miało 28 212 mieszkańców.
Hrabstwo powstało w 1866 roku. 

## Miasta
- Carpendale
- Elk Garden
- Keyser
- Piedmont
- Ridgeley[4]

## CDP
- Burlington
- Fort Ashby
- Wiley Ford[4]

| Populacja hrabstwa w poprzednich latach | Populacja hrabstwa w poprzednich latach |
| Rok                                     | Liczba ludności                         |
| --------------------------------------- | --------------------------------------- |
| 1980                                    | 27 159                                  |
| 1990                                    | 26 697                                  |
| 2000                                    | 27 078                                  |
| 2010                                    | 28 212                                  |